# Altai Barnaul
Altai Barnaul (russisch Алтай Барнаул) ist ein russischer Eishockeyklub aus Barnaul.

## Geschichte
Der Klub wurde 2006 gegründet und füllte die Lücke, die durch die finanziell bedingte Auflösung des Traditionsvereins Motor Barnaul im Anschluss an die Wysschaja Liga-Saison 2005/06 in der Stadt hinterlassen wurde. Seit ihrer Gründung spielt Altai Barnaul in der dritten russischen Spielklasse, in dieser trat der Klub sie in der Division Sibirien und Fernost an. 